# Sakuraebis
『sakuraebis』は、桜エビ〜ず（現 ukka）が2018年3月21日にリリースした1stアルバム。

## 概要
桜エビ〜ず（現 ukka）が2018年3月21日にリリースした1stアルバム。品番：SDMC-1019。
2018年3月21日 豊洲ららぽーとで行うリリースイベントより会場限定販売開始。その後、ライブ・イベント会場等での販売の後、現在もMAILIVIS(スターダストの通信販売)で販売中。実店舗ではタワーレコード(全国17店舗)や、HMV(全国7店舗)でも販売された。
ジャケット写真には、紺を基調とした衣装に身を包んでクールにポーズを決めるメンバー6人の姿が収められている。
なお、本アルバムに初収録された新曲3曲のダイジェスト音源が「MV楽曲投票用 視聴動画」としてYoutubeにて公開されている。

## 収録曲
収録曲は、初収録の3曲を含む全12曲。
| #   | タイトル                           | 作詞                             | 作曲                | 編曲                   |
| --- | ---------------------------------- | -------------------------------- | ------------------- | ---------------------- |
| 1.  | 「僕らのハジマリ」                 | 松下典由                         | 松下典由            | 松下典由               |
| 2.  | 「わたしロマンス」                 | 岡野りほ 永塚健登                | 矢野博康            | 矢野博康               |
| 3.  | 「急なロマンティック」             | 金子麻友美                       | 金子麻友美 久下真音 | 久下真音               |
| 4.  | 「お年頃distance」                 | kiila                            | ピオーネ            | ピオーネ mr.cosmic men |
| 5.  | 「オスグッド・コミュニケーション」 | オーノカズナリ                   | ピオーネ            | ピオーネ mr.cosmic men |
| 6.  | 「みしてかしてさわらして」         | PA-NON オーノカズナリ 四市田松白 | 四市田松白          | 四市田松白             |
| 7.  | 「こころ予報」                     | 上田ゆう子                       | 大崎隼人            | 大崎隼人               |
| 8.  | 「嘘とライラック」                 | 大崎隼人 オーノカズナリ          | 大崎隼人            | 大崎隼人               |
| 9.  | 「はっぴースキップ☆ジャンプ」      | 上田ゆう子                       | 大崎隼人            | 大崎隼人               |
| 10. | 「エビ・バディ・ワナ・ビー」       | オーノカズナリ                   | 多田慎也            | 島田尚                 |
| 11. | 「タリルリラ」                     | 多田慎也                         | 多田慎也            | オーノカズナリ         |
| 12. | 「Believe」                        | イノトモ                         | 大崎隼人            | 大崎隼人               |

### 僕らのハジマリ
- 作詞・作曲・編曲：松下典由。振付は續いくえ。
- 1st CD-Rにも収録。
- 2016年7月30日、3rdワンマンライブにて初披露。

### わたしロマンス
- 作詞：岡野りほ・永塚健登、作曲・編曲：矢野博康。振付はASKA＆アイ。
- 1stシングルCD『わたしロマンス』にも収録。
- 2017年8月4日、「TIF 2017」にて初披露[8]。
- 桜エビ〜ずで初めて公開されたMV[9]は、黒い衣装でクールなダンスを踊るシーンや、私服姿でアンニュイな表情を浮かべる様子で構成されている[10]。監督：森岡千織、撮影：前原一文、制作：クラウディ。

### 急なロマンティック
- 作詞：金子麻友美、作曲：金子麻友美・久下真音、編曲：久下真音。振付はASKA＆アイ。
- 新曲。2018年3月24日、12thワンマンで初披露。

### お年頃distance
- 作詞：kiila、作曲：ピオーネ、編曲：ピオーネ・mr.cosmic men。振付は長田香南(KANA)。
- 3rd CD-Rにも収録。
- 2017年4月15日、7thワンマンライブにて初披露。

### オスグッド・コミュニケーション
- 作詞：オーノカズナリ、作曲：ピオーネ、編曲：ピオーネ・mr.cosmic men。振付はさとみ。
- 2nd CD-Rにも収録。
- 2016年10月30日、4thワンマンライブにて初披露。

### みしてかしてさわらして
- 作詞：PA-NON・オーノカズナリ・四市田松白、作曲・編曲：四市田松白。振付はさとみ。
- 新曲。2018年2月12日、スリーマンで初披露。

### こころ予報
- 作詞：上田ゆう子、作曲・編曲：大崎隼人。振付は續いくえ。
- 2nd CD-Rにも収録。
- 2016年10月30日、4thワンマンライブにて初披露。

### 嘘とライラック
- 作詞：大崎隼人・オーノカズナリ、作曲・編曲：大崎隼人。振付はさとみ。
- 3rd CD-Rにも収録。
- 2016年12月25日、5thワンマンライブにて初披露。

### はっぴースキップ☆ジャンプ
- 作詞：上田ゆう子、作曲・編曲：大崎隼人。振付はさとみ。
- 1st CD-Rにも収録。
- 2016年7月30日、3rdワンマンライブにて初披露。

### エビ・バディ・ワナ・ビー
- 作詞：オーノカズナリ、作曲：多田慎也、編曲：島田尚。振付はさとみ。
- 新曲。2018年3月24日、12thワンマンで初披露。
- MV[11]は、収録されている新曲3曲の中からファン投票によって1曲が選ばれ制作された。監督：森岡千織、撮影：前原一文、編集：吉川エリ・森岡千織、制作：クラウディ、コレオグラファー：さとみ。

### タリルリラ
- 作詞・作曲：多田慎也、編曲：オーノカズナリ。振付はさとみ。
- 1stシングルCD『わたしロマンス』にも収録。
- 2017年8月4日、「TIF 2017」にて初披露。

### Believe
- 作詞：イノトモ、作曲・編曲：大崎隼人。振付は長田香南(KANA)。
- 1st CD-Rにも収録。
- 2016年7月30日、3rdワンマンライブにて初披露。

## CD-R・シングルCD
デビューからアルバム「sakuraebis」がリリースされるまでに、CD-R3作とシングルCD1作がリリースされている。

### 1st CD-R
2016年7月30日、3rdワンマンライブにおいて販売開始。その後、ライブ・イベント会場限定で販売し、現在は販売終了。なお、収録曲3曲は全て1stアルバム『sakuraebis』に収録されている。ラベルは手描きの物を印刷したものが3種でランダムに販売された
1. 僕らのハジマリ
2. はっぴースキップ☆ジャンプ
3. Believe

### 2nd CD-R
2016年10月30日、4thワンマンライブにおいて販売開始。その後、ライブ・イベント会場限定で販売し、現在は販売終了。なお、「初恋模様」以外の収録曲2曲は1stアルバム『sakuraebis』に収録されている。ラベルは手描きの物を印刷したものが3種でランダムに販売された
1. 初恋模様
  - 作詞・作曲・編曲：大崎隼人。振付は長田香南(KANA)。2016年10月30日、4thワンマンライブにて初披露。
2. オスグッド・コミュニケーション
3. こころ予報

### 3rd CD-R
2017年4月15日、7thワンマンライブにおいて販売開始。その後、ライブ・イベント会場限定で販売し、現在は販売終了。なお、「ボクエール」以外の収録曲2曲は1stアルバム『sakuraebis』に収録されている。ラベルは手描きの物を印刷したものが3種でランダムに販売された
1. お年頃distance
2. ボクエール
  - 作詞・作曲・編曲：太田晴之。振付：さとみ。2017年4月15日、7thワンマンライブにて初披露。
3. 嘘とライラック

### 1st シングルCD
『わたしロマンス』 (品番：SDMC-1012)。
2017年9月2日、9thワンマンライブにおいて販売開始。その後、ライブ会場や通信販売で販売し、現在は販売終了。なお、「360°シューティングガール」以外の収録曲2曲は1stアルバム『sakuraebis』に収録されている。
2017年6月4日に桜エビ～ずが「従来のスターダストプロモーションのアイドルとは異なる、色分け制度を採用しないカッコいいアイドルを目指すこと」を宣言して以降の楽曲3曲が収録されている。
1. わたしロマンス
2. タリルリラ
3. 360°シューティングガール
  - 作詞・作曲：マツザキケースケ・PA-NON・多田慎也、編曲：島田尚。振付：まちゃあき（エグスプロージョン）。2017年8月4日、「TIF 2017」にて初披露。
  - 読み方は「さんびゃくろくじゅうど シューティングガール」。

## クレジット
Mastering Engineer : 及川康宏
Sound Produce : オーノカズナリ（2.わたしロマンス を除く全11曲）
Recording&Mix Engineer : 前田健介（2.わたしロマンス を除く全11曲）
Mix Engineer : 関根青磁（2.わたしロマンス）
参加アーティスト
（4.お年頃distance） Guitar : ピオーネ、Bass : カワグチェ
（5.オスグッド・コミュニケーション） Guitar : ピオーネ、Bass : カワグチェ
（6.みしてかしてさわらして） Guitar : 四市田松白、Bass : カワグチェ
（12.Believe）Guitar : 平泉光司
Art Work
Design : 笹嶋健一 (ROUDIAM design Inc.)
Photograph : 中島たくみ